# Kyle Anderson (darter)
Kyle Anderson (Perth, 14 september 1987 – 24 augustus 2021) was een Australische darter. Hij stapte in 2012 over van de BDO naar de PDC.

## Carrière
Anderson begon met darten toen hij zes jaar oud was en met toernooien sinds zijn negende levensjaar. Doordat hij zijn vader zag darten, kreeg hij er zelf ook interesse in, evenals zijn oudere broer en tevens darter Beau Anderson.
Anderson kwalificeerde zich voor de PDC World Darts Championship in 2013 door de Oceanic Masters te winnen. In de 1e ronde verloor hij van Steve Beaton met 3-0.
Anderson domineerde in het DPA 2013 Australië Grand Prix seizoen. Hij won zeven toernooien. Dankzij deze gewonnen toernooien mocht hij deelnemen aan de Sydney Darts Masters en opnieuw aan het PDC World Darts Championship. Tijdens de Sydney Dart Masters moest hij uitkomen tegen 16-voudig wereldkampioen Phil Taylor, hij verloor met 6-1.
Tijdens zijn tweede PDC World Darts Championship in 2014 speelde hij in de 1e ronde op 14 december 2013 tegen Ian White. Tijdens deze wedstrijd gooide hij een 9-darter. De wedstrijd verloor hij met 3-1 in sets.
Bij zijn derde deelname, dus bij de PDC World Darts Championship 2015 ontmoette hij in de eerste ronde weer oud-wereldkampioen Steve Beaton. Zijn opkomstnummer was toen niet Need You Tonight van INXS, maar New Sensation. Hij won met 3-0 en behaalde voor het eerst de tweede ronde. Hierin verloor hij met 4-2 van Andy Hamilton.
In 2015 behaalde hij de achtste finales in de UK Open 2015. Op de Auckland Darts Masters in 2017 won hij de finale van landgenoot Corey Cadby met 11-10. Tevens haalde Anderson de halve finale van het European Darts Championship 2017, waar hij een negendarter gooide. Ondanks dat, verloor hij die halve finale in een beslissende leg van Michael van Gerwen. 
In 2021 maakte Anderson bekend zijn PDC Tourkaart in te leveren, vanwege de geboorte van zijn tweede zoon, en het feit dat hij bij zijn gezin in Australië wilde blijven wonen. Anderson wilde wel gewoon de toernooien van de Australische dartbond, de DPA, blijven gooien.
Anderson had diabetes en was volgens zijn Instagramaccount op 10 augustus 2021 in het ziekenhuis. Op 24 augustus 2021 werd het overlijden van Anderson, op 33-jarige leeftijd, wereldkundig gemaakt. Een hartaanval werd hem fataal.

## Resultaten op Wereldkampioenschappen

### WDF

#### World Cup
- 2007: Laatste 32 (verloren van John Michael met 0-4)
- 2009: Laatste 64 (verloren van Vesa Nuutinen met 2-4)

### PDC
- 2013: Laatste 64 (verloren van Steve Beaton met 0-3)
- 2014: Laatste 64 (verloren van Ian White met 1-3)
- 2015: Laatste 32 (verloren van Andy Hamilton met 2-4)
- 2016: Laatste 32 (verloren van Vincent van der Voort met 2–4)
- 2017: niet gespeeld vanwege problemen met zijn visum
- 2018: Laatste 32 (verloren van Raymond van Barneveld met 1–4)
- 2019: Laatste 32 (verloren van Nathan Aspinall met 1–4)
- 2020: Laatste 64 (verloren van Steve Beaton met 1-3)

## Resultaten op de World Matchplay
- 2015: Laatste 32 (verloren van James Wade met 7-10)
- 2016: Laatste 16 (verloren van Michael van Gerwen met 3-11)
- 2017: Laatste 32 (verloren van Simon Whitlock met 5-10)
- 2018: Laatste 32 (verloren van Raymond van Barneveld met 6-10)